# Locos (canción)
Locos es el primer sencillo del cantante mexicano León Larregui de su segundo álbum Voluma

## Videoclip
El video fue dirigido por León Larregui.
En el video se muestra a un admirador que corre para llegar a primera fila para el concierto de su banda favorita y logra quedar justo enfrente de la cantante, luego de que ambos no dejan de mirarse él decide subir al escenario y besarla, lo que no sabe  es que detrás de ella hay alguien manejándola con una especie de control, demostrando que el amor es más fuerte que cualquier cosa, la pareja sale victoriosa y dispuesta a no separarse.
Actualmente hasta junio de 2022 el video cuenta con 214,547,775 en Youtube

## Posicionamiento en listas

### Anuales
| País   | Certificador   | Lista         | Mejor posición |
| 2016   | 2016           | 2016          | 2016           |
| ------ | -------------- | ------------- | -------------- |
| México | Monitor Latino | Top pop anual | 12             |